# 福井弘文
福井弘文（ふくい ひろぶみ、1953年1月21日 - ）は、宮城県のローカル局、元東北放送 （TBC）のラジオ編成制作部ディレクター。かつては同局アナウンサーでもあった。

## 来歴・人物
宮城県仙台市生まれ。東北学院榴ケ岡高等学校、東北学院大学経済学部商学科卒業。
大学在学中、クラブ活動は放送会に入っており、学内放送のアナウンサーをおこなっていた。
大学卒業後の1975年、東北放送に入社した。両親が岡山県と佐賀県出身であって家庭では東北弁を話す環境になかったということで、元々本人には東北訛りが無く、入社時にそれを不思議がられたことがあったという。以来、主にラジオ番組のパーソナリティーを務めており、2001年からはラジオ制作部に所属していた。
中学生時代にはアマチュア無線部に所属していた。また、大学4年生の時に宅地建物取引士の免許を取得している。また趣味の農作業のために耕運機を購入し、薮や荒れ地を6年がかりで開墾したことがある。
2016年3月をもって東北放送を定年退職。

## 主な担当番組

### テレビ

#### 過去
- ザ・ベストテン（TBC中継担当）

### ラジオ

#### 過去
- ニューミュージック・スペシャル
- フリーミュージック・トゥディ
- ざ・にちようび
- 全日本ニューミュージックグランプリ(文化放送・NRNネット、TBCローカル枠担当)
- 福井弘文の青春キラリ！
- 福井弘文のふれあいスタジオ
- ラジオはAM翔んでけ電波[2]
  - この番組の中で放送されていた、東北地方6県で企画ネットされていた番組『我が町バンザイ』に出演していた全6局のパーソナリティで結成された「トークマン・ブラザーズ」の一人となり、シングル「なまって俺についてこい」をリリースした。
- サンデーテレフォンリクエスト[2]
- ニューミュージックカットイン（1986年頃）[2]
- ニューミュージックキラリ
- 今夜もラジオ!ハッピーナイト
- おはよういい朝
- 今日も大盛りラジオで元気
- ごきげんMODE午前でCHU!
- Let Hit Be.
- Night Radit
- せんだいフォーク絵巻
- Sunday Music☆Twinkle
- 青春フォーク漂流記～あの時代を語ろう（2019年10月1日 - 2020年9月26日）
- 福井弘文 音楽漂流記（2020年10月4日 - 2022年3月24日）

## 書籍
- 宮城でござい!（おふぃす・ぐう 1995年7月）